# 34326 Zhaurova
2000 QF202 (asteroide 34326) é um asteroide da cintura principal. Possui uma excentricidade de 0.12659690 e uma inclinação de 3.30862º.
Este asteroide foi descoberto no dia 29 de agosto de 2000 por LINEAR em Socorro.